# ناتاليا سترويفا
ناتاليا «ناتاشا» سترويفا (الروسية: Наталья "Наташа" Строева، من مواليد 1999) هي صاحبة لقب روسي في مسابقة ملكة جمال، حلت في مركز الوصيفة الثانية في مسابقة ملكة جمال روسيا 2018، حيث ممثلت ياقوتيا. تم تعيينها في وقت لاحق ملكة جمال العالم روسيا 2018، في سبتمبر 2018 بعد الإعلان عن مواعيد ملكة جمال الكون 2018 وملكة جمال العالم 2018، أكدت إدارة مسابقة ملكة جمال روسيا أن الفائزة بملكة جمال روسيا 2018 يوليا بولياتشيخينا ستتنافس فقط في مسابقة ملكة جمال الكون، في حين مثلت سترويفا بلدها روسيا روسيا في مسابقة ملكة جمال العالم 2018 الي اقيمت في سانيا، الصين، حيث حلت ضمن أفضل المراتب الثلاثين الأولى.

## نشأتها
ولدت سترويفا في ياكوتسك، جمهورية ساخا، وهو ياكوت العرقي. هي يتيمة تركت والدتها العائلة بعد فترة قصيرة من ولادة ستروفا، وتوفي والدها بسبب السرطان عندما كان عمرها 12 عامًا. أصبح الشقيقة سترويفا الأكبر سناً بعد وفاة والدها. هي تقيم في موسكو، حيث كانت طالبة في الجامعة الروسية للأبحاث الطبية. تعتزم ستروفا أن تصبح طبيبة جلدية بعد التخرج.

## الروابط الخارجية
- ناتاليا سترويفا على إنستغرام

| الجوائز و الإنجازات   | الجوائز و الإنجازات                  | الجوائز و الإنجازات      |
| --------------------- | ------------------------------------ | ------------------------ |
| سبقه أنجليكا نزاروفا  | ملكة جمال ياقوتيا 2017               | تبعه فلاديسلافا بوتابوفا |
| سبقه ألبينا أختياموفا | ملكة جمال روسيا الوصيفة الثانية 2018 | تبعه رالينا ارابوفا      |
| سبقه بولينا بوبوفا    | ملكة جمال روسيا 2018                 | تبعه ألينا سانكو         |